# Kap Géodésie
Das Kap Géodésie ist eine flache und vereiste Landspitze an der Küste des ostantarktischen Adélielands. Es ist gekennzeichnet durch markante Felsvorsprünge am nordöstlichen Ende und liegt 5 km nordwestlich des Mündungsgebiets des Astrolabe-Gletschers.
Luftaufnahmen des Kaps entstanden bei der US-amerikanischen Operation Highjump (1946–1947). Französische Wissenschaftler kartierten es bei einer von 1950 bis 1952 dauernden Expedition und benannten es nach den umfassenden geodätischen Arbeiten, die bei dieser Forschungsreise hier und im Géologie-Archipel durchgeführt wurden.